# قرية البو ناهض
قرية البو ناهض هي قرية تبعد حوالي 30 كلم عن محافظة الديوانية في جنوب العراق. يبلغ عدد سكان القرية حوالي 750 نسمة.

## قوانين خاصة
عند مدخل القرية توجد لافتتان، واحدةٌ مكتوبةٌ باللغة الإنجليزية والأخرى بالعربية، تحددان عدداً من القواعد التي يجب مراعاتها في القرية:
- التدخين ممنوع
- الجدل الديني غير مستحب
- منبه السيارة (الهورن) ممنوع
- ابتعد عن الجدل السياسي
- التزم بقوانين المرور وخاصة حزام الامان والسرعة
- البيئة مسؤوليتنا فلا تقطع شجرة

إلا إنه لا يوجد أي تطبيق «استبدادي» للحظر، بل التزام روحي وإنساني لأن خرق القواعد قد يثير نقمة بقية سكان القرية الذين أيدوا التغييرات بحماسة.